# Ezio Roscitano
Ezio Roscitano (Reggio Calabria, 30 maggio 1889 – Reggio Calabria, giugno 1940) è stato uno scultore italiano.

## Biografia
Nacque in una famiglia agiata. Rimasto zoppo a seguito del terremoto del 1908, si stabilì a Roma dove, grazie anche all'assistenza dalla sorella Delia nella vita privata, poté collaborare con lo scultore Michele La Spina per prepararsi all'esame d'ingresso all'Accademia di belle arti, che superò nel 1915. In Accademia si formò per un anno sotto la guida di Ettore Ferrari, ma abbandonò ben presto gli studi per aprire un suo studio nel 1916.
A Roma presenziò a varie esposizioni. Le sue opere sono conservate in varie collezioni, tra cui la Galleria d'arte moderna di Roma Capitale.